# Alexi Murdoch
Alexi Murdoch (Londen, 27 december 1973) is een Britse singer-songwriter. Zijn muziek is een vermenging van alternatieve rock, akoestische muziek en indiefolk. Hij verhuisde naar de Verenigde Staten om daar aan de Duke University filosofie te studeren.
In 2002 kwamen zijn eerste nummers uit op de ep Fours Songs. Vier jaar later in 2006 kwam Alexi Murdochs eerste album uit Time Without Consequence.
Het bekendste nummer van Alexi Murdoch is Orange Sky. Dit nummer kwam in veel bekende Amerikaanse televisieseries voor, waaronder Prison Break, The O.C. en House. Het nummer Home kwam eveneens voor in Prison Break.

## Discografie
- Four Songs, 2002 (ep)
- Time Without Consequence, 2006
- Towards The Sun, 2011

- Biblioteca Nacional de España: XX4951446
- Gemeinsame Normdatei: 14399493X
- International Standard Name Identifier: 0000 0001 1887 1726
- Library of Congress Control Number: no2004058423
- MusicBrainz: 750e9439-2e5d-4afd-92cc-d23183cd7606
- Nationale Bibliotheek van Israël: 987012940376405171
- Système universitaire de documentation: 244034680
- Virtual International Authority File: 122086959
- WorldCat: E39PBJmP86fKRH4BHf3bqFvyh3